# Grantham
Grantham este un oraș în comitatul Lincolnshire, regiunea East Midlands, Anglia. Orașul aparține districtului South Kesteven a cărui reședință este. 
Orașul este cunoscut datorită faptului că este locul de naștere al fostei Prim ministru al Regatului Unit, Margaret Thatcher și datorită faptului că locul de naștere al lui Isaac Newton este situat în apropiere, acesta urmând pentru o perioadă școala din localitate. 